# Lancisporomyces nemouridarum
Lancisporomyces nemouridarum är en svampart som beskrevs av Strongman & M.M. White 2006. Lancisporomyces nemouridarum ingår i släktet Lancisporomyces och familjen Legeriomycetaceae.   Inga underarter finns listade i Catalogue of Life.